# Vilja Savisaar-Toomast
Vilja Toomast (Antsla, 15 augustus 1962) is een Estisch politica. Ze was meermaals parlementariër in het Estse parlement en zetelde tussen 14 juli 2009 en 30 juni 2014 in het Europees Parlement. Toomast is sinds 2013 lid van de Estse Hervormingspartij (ALDE), nadat zij voordien deel uitmaakte van de Estse Centrum Partij.

## Biografie
Toomast studeerde in 1985 af aan de Universiteit van Tartu. In 1988 behaalde haar mastergraad aan het Instituut voor algemene en moleculaire pathologie. Ze werkte daarna twee jaar als psycholoog bij Mainor consultants en was tussen 1990 en 1992 assistent van de toenmalige minister-president van Estland, Edgar Savisaar, met wie ze in 1996 trouwde. Daarna adviseerde ze de ondervoorzitter van het Estse parlement (1992-1994) en de minister van Binnenlandse Zaken (1995). In 1999 werd Toomast benoemd tot burgemeester van het stadsdistrict Nõmme. Tevens was ze tussen 1999 en 2002 lid van de gemeenteraad van Tallinn.
In 2003 werd Toomast verkozen tot lid van de Riigikogu, het nationale parlement van Estland. Ze had hierin zitting tot 2005, en daarna opnieuw tussen 2007 en 2009. Bij de Europese parlementsverkiezingen van 2009 werd Toomast verkozen in het Europees Parlement. Ze was er lid van de commissie Vervoer en Toerisme en maakte deel uit van de delegatie in de parlementaire samenwerkingscommissie EU-Kazachstan, EU-Kirgistan en EU-Oezbekistan en voor de betrekkingen met Tadzjikistan, Turkmenistan en Mongolië. Bij de Europese verkiezingen van 2014 werd ze niet herkozen.
Toomast was sinds 1997 lid van de Estse Centrum Partij, maar kondigde op 9 april 2012 aan de partij te verlaten. Ze ging op 14 mei 2012 als onafhankelijk lid verder. Op 14 juni 2013 werd bekend dat ze zich bij de Estse Hervormingspartij had gevoegd.
Tussen 2015 en 2016 was Toomast opnieuw parlementslid in de Riigikogu. Ze keerde er in 2018 wederom terug.

### Persoonlijk
Toomast werd geboren onder de naam Vilja Laanaru. Ze was tussen 1996 en 2009 getrouwd met voormalig minister-president van Estland Edgar Savisaar, met wie ze een dochter kreeg. Op 31 juli 2010 trouwde ze met Taimo Toomast. Ze was in 2006 te zien in Tantsud tähtedega, de Estse versie van Dancing with the Stars.

## Onderscheidingen
- Orde van het Rijkswapen, Vierde klasse (2006)